# Alpaida albocincta
Alpaida albocincta este o specie de păianjeni din genul Alpaida, familia Araneidae. A fost descrisă pentru prima dată de Mello-leitao, 1945. Conform Catalogue of Life specia Alpaida albocincta nu are subspecii cunoscute.